# 市原孝行
市原 孝行（いちはら たかゆき、1984年8月16日 - ）は、愛知県名古屋市中村区出身で木瀬部屋、北の湖部屋に所属した大相撲力士。本名同じ。愛称はイッチャン。身長183cm、体重184kg、血液型はA型。得意手は突き、押し、左四つ、寄り。好きな食べ物は寿司、嫌いな食べ物はプチトマト、好きな色はローズ、趣味は掃除。最高位は西前頭13枚目（2008年3月場所）。2009年1月以降は清瀬海孝行。2011年の大相撲八百長問題にて引退勧告処分となり、引退した。なお、清瀬海の四股名で幕内在位はない。

## 来歴
名古屋市立御田中学校2年生の時に「中京クラブ」で相撲を始め、中学3年時に全国都道府県中学生相撲選手権大会・全国中学校相撲選手権大会の両大会で優勝し中学生横綱、史上2人目の中学二冠となった。2001年には埼玉栄高校2年生で高校横綱に輝く。2003年に日本大学へ入学して相撲部へ入部した。大学の同期生には森（後の大翔湖・追手風部屋）や山本（後の山本山・尾上部屋）、南（後の天鎧鵬・尾上部屋）などがおり、4年時には主将を務めた。
高校と大学とで通算11冠のタイトルを獲得し、2006年には国民体育大会の成年男子Aと全日本相撲選手権大会（アマチュア横綱）を制し、国際大会でも相撲が正式競技となったワールドゲームズ2005で無差別級金メダルと115kg超級銀メダルを獲得した。これらの成績により、2001年に現行の幕下付出制度が開始されてから初めて幕下10枚目格付出の権利を得た人物となり、日本大学相撲部の先輩である11代木瀬（元幕内・肥後ノ海）が師匠を務める木瀬部屋へ入門して、2007年1月場所に本名の「市原」を四股名として幕下10枚目格付出で初土俵を踏んだ。当時創設3年目で関取のいなかった木瀬部屋では入門と同時に部屋頭になった。
初土俵となった2007年1月場所では5勝2敗の好成績を挙げ、翌3月場所から同年7月場所まで3場所連続で勝ち越し、東幕下筆頭の位置で迎えた同年9月場所でも6勝1敗と大きく勝ち越して、翌11月場所に十両へ昇進した。
新十両で迎えた2007年11月場所では13勝2敗の好成績を挙げて優勝決定戦まで進出し、優勝決定戦では日本大学の1年先輩である境澤に敗れて十両優勝は逃したものの、東十両11枚目の番付でありながら番付を一気に上げて、翌2008年1月場所において新入幕を果たした。わずか1場所での十両通過は、大輝煌以来17年ぶり13人目の快挙となった。2008年1月場所の番付発表があった2007年12月に初めて髷姿で現れた。
新入幕となった2008年1月場所では8勝7敗と勝ち越したものの、続く3月場所では初日の豊真将戦で右膝に全治2週間の怪我を負って2日目からは休場し、翌5月場所では十両へ陥落した。同年7月場所では14日目に勝ち越しを決めたものの、千秋楽は右膝前十字靭帯の損傷の疑いのために休場した。その後、怪我の影響で十両下位に低迷したことから「身を清める」との意味を込めて、2009年1月場所に四股名を本名の「市原」から「清瀬海」へと改めた。なお、清瀬市および元関脇・清瀬川との関連性は一切ない。
2010年に発覚した大相撲野球賭博問題では、野球賭博に関与したとの理由で特別調査委員会から同年7月場所における謹慎休場を勧告されたために同年7月場所を全休し、翌9月場所では幕下へ陥落した。なお、大相撲野球賭博問題に関連しては、本人は2011年3月3日に賭博開帳図利容疑で書類送検されたが、同年3月17日に嫌疑不十分との理由で不起訴処分となっている。
2011年2月2日に警視庁の大相撲野球賭博問題の捜査において押収された携帯電話から、春日錦に八百長の段取りを指示したEメールが発見されたと報道された（大相撲八百長問題）。Eメールは削除されていたが、復元した結果その文面が明らかになり、2010年5月場所3日目（2010年5月11日）で清瀬海が春日錦を破った取組は、Eメールで打ち合わせた通りの取り口だったという。同月22日には、本人は否定しているが特別調査委員会が八百長に関与したと認定したことで、本人は二度と土俵に上がれないと引退を決意していると報道された。この時点では本人から引退届は提出されず、また、本人は聞き取り調査は1回受けたものの、調査のために特別調査委員会から求められていた任意での携帯電話や預金通帳の提出要請に応じる意思は示さず、特別調査委員会に対して自身の携帯電話や預金通帳を提出しなかった。同年3月31日に特別調査委員会は2011年1月場所でも清瀬海が八百長を行ったと判定し、同年4月1日に本人は日本相撲協会から引退勧告を受けた。本人は取材に対して「この処分については納得がいっていない」「疑わしいメールがあったかもしれないが、土俵上では（八百長を）やっていません」と語ったものの、同年4月5日に引退届を提出して受理された。
引退後は、2011年11月に墨田区錦糸町にスナック「Snack 愛」を開店、開店後にはテレビにも何回か出演していたが、2015年9月末に閉店した。その後は相撲イベント会社に勤務し、自らもイベントに出演している。
2017年4月より日大東北高校相撲部監督に就任。

## 取り口
大きな体格を活かした突き押し相撲を主体とするが、腕捻り等の技も時折見せ、大相撲解説者の北の富士は「180kgというアンコ型の大きな風体であるにもかかわらず器用な相撲をする」と評し、新入幕の場所では「新入幕なのに10年いるような外観だ」とも評した。みのもんたにもTBS『みのもんたの朝ズバッ!』において「この子本当に新入幕?」と評された。　　　　　　　　　　　　　　　　
一方で、廻しの締めが緩い、もっと前に出る相撲をすべき、と15代花籠（元関脇・太寿山）からは苦言を呈された。膝を故障して以降は本来の相撲を取ることができずに立合いでの変化が多くなり、解説陣からも厳しく批判されていた。

## 主な成績

### 通算成績
- 通算成績：157勝129敗33休 勝率.549
- 幕内成績：8勝9敗13休 勝率.471
- 十両成績：117勝103敗20休 勝率.532
- 現役在位：25場所
- 幕内在位：2場所
- 十両在位：16場所
- 以上の場所数には2011年5月技量審査場所の順席は含まない

### 場所別成績
| | 一月場所 初場所（東京） | 三月場所 春場所（大阪） | 五月場所 夏場所（東京） | 七月場所 名古屋場所（愛知） | 九月場所 秋場所（東京） | 十一月場所 九州場所（福岡） |
| --- | ----------------------- | ----------------------- | ----------------------- | --------------------------- | ----------------------- | --------------------------- |
| 2007年 （平成19年） | 幕下付出10枚目 5–2      | 東幕下4枚目 5–2         | 西幕下2枚目 4–3         | 西幕下筆頭 4–3              | 東幕下筆頭 6–1          | 東十両11枚目 13–2           |
| 2008年 （平成20年） | 東前頭16枚目 8–7        | 西前頭13枚目 0–2–13     | 西十両11枚目 7–8        | 西十両12枚目 8–7            | 西十両10枚目 6–4–5      | 東十両14枚目 8–7            |
| 2009年 （平成21年） | 東十両13枚目 9–6        | 西十両6枚目 4–11        | 西十両12枚目 8–7        | 西十両11枚目 8–7            | 西十両9枚目 7–8         | 西十両11枚目 8–7            |
| 2010年 （平成22年） | 西十両10枚目 9–6        | 西十両5枚目 5–10        | 東十両10枚目 10–5       | 西十両4枚目 出場停止 0–0–15 | 西幕下4枚目 4–3         | 東幕下筆頭 4–3              |
| 2011年 （平成23年） | 東十両11枚目 7–8        | 八百長問題 により中止   | 西十両11枚目 引退 –     | x                           | x                       | x                           |
| 各欄の数字は、「勝ち-負け-休場」を示す。 優勝 引退 休場 十両 幕下 三賞：敢=敢闘賞、殊=殊勲賞、技=技能賞 その他：★=金星 番付階級：幕内 - 十両 - 幕下 - 三段目 - 序二段 - 序ノ口 幕内序列：横綱 - 大関 - 関脇 - 小結 - 前頭（「#数字」は各位内の序列） |                         |                         |                         |                             |                         |                             |

引退時の番付は2月28日発表の順席による。

### 幕内対戦成績
| 力士名 | 勝数 | 負数 | 力士名 | 勝数 | 負数 | 力士名 | 勝数 | 負数 | 力士名 | 勝数 | 負数 |
| ------ | ---- | ---- | ------ | ---- | ---- | ------ | ---- | ---- | ------ | ---- | ---- |
| 岩木山 | 0    | 1    | 海鵬   | 1    | 0    | 垣添   | 0    | 1(1) | 春日王 | 0    | 1    |
| 旭天鵬 | 0    | 1    | 黒海   | 0    | 1    | 高見盛 | 0    | 1    | 豪風   | 0    | 1    |
| 玉乃島 | 1    | 0    | 栃煌山 | 1    | 0    | 豊響   | 1    | 0    | 普天王 | 1    | 0    |
| 豊真将 | 0    | 1    | 北勝力 | 1    | 0    | 嘉風   | 1    | 0    | 若麒麟 | 1    | 0    |
| 若ノ鵬 | 0    | 1    |        |      |      |        |      |      |        |      |      |

## 改名歴
- 市原 孝行（いちはら たかゆき）2007年1月場所 - 2008年11月場所
- 清瀬海 孝行（きよせうみ -）2009年1月場所 - 2011年5月技量審査場所